# Rappresentanza
La rappresentanza, in diritto, è l'istituto per cui ad un soggetto (rappresentante) è attribuito un apposito potere di sostituirsi ad un altro soggetto (rappresentato) nel compimento di una o più attività giuridiche per conto di quest'ultimo e con effetti diretti nella sfera giuridica di questi.

## Caratteristiche e gli atti personalissimi
Generalmente, qualsiasi atto giuridico può essere compiuto a mezzo di un rappresentante, ad eccezione degli atti personalissimi: ad esempio, il testamento, l'iscrizione in un partito politico, l'atto di donazione (che avviene tramite contratto in forma di atto pubblico a meno che si tratti di beni di modico valore), la prestazione di consenso informato ai trattamenti sanitari e tutti i negozi giuridici del diritto di famiglia come il riconoscimento di un figlio e la contrazione di un matrimonio. Questa eccezione può cadere in caso di incapacità di agire del soggetto.
Si differenzia inoltre dalla procura che è un documento, con il quale si conferisce un potere specifico di rappresentanza, e dal mandato.
La rappresentanza non va confusa con l'attività di semplice messo (detto anche portavoce o, in latino, nuncius), che è il soggetto incaricato di enunciare la volontà altrui a terzi. Infatti, mentre il rappresentante agisce in base ad una volontà propria (sia pure nell'interesse altrui), il messo si limita a riferire ad altri la dichiarazione di volontà del rappresentato (come lo farebbe il latore di una lettera).

## Tipi di rappresentanza
- Nella rappresentanza diretta il rappresentante pone in essere un'attività negoziale (eventualmente anche con terzi) spendendo il nome del rappresentato (contemplatio domini). In questo modo gli effetti negoziali si producono direttamente in capo al rappresentato. Si dice anche che, in questo caso, il rappresentante stipula in nome e per conto del rappresentato.
- Nella rappresentanza indiretta (o impropria) il rappresentante non spende il nome del rappresentato, cosicché, generalmente (anche se vi sono rilevanti eccezioni da tener presente), gli effetti della negoziazione (unilaterale o bilaterale che sia) non si producono direttamente in capo al rappresentato, bensì, normalmente, in capo al rappresentante. Si dice anche che in tal caso il rappresentante stipula per conto (ma non in nome) del rappresentato.
- Nella rappresentanza organica (o istituzionale), il rappresentante ha funzione di organo esterno di un ente giuridico  ed è rivestito del potere di manifestare la volontà di quest'ultima: ad esempio l'amministratore di una società, il presidente di un'associazione, e così via. Tale potere trova fonte nella legge o nello statuto dell'ente in questione.

## Fonti della rappresentanza
Le fonti del potere di rappresentanza (art. 1387, codice civile) sono due:
1. la legge, che dà vita alla rappresentanza legale/necessaria (si pensi al caso dei genitori del minore, del tutore, del curatore fallimentare etc.). Si tratta di un caso di rappresentanza diretta.
2. l'interessato, attraverso il conferimento di una procura. Tale fattispecie è detta anche rappresentanza volontaria.

## Rappresentanza senza poteri, procura apparente
Si ha procura apparente quando il rappresentante (falso) ha ingenerato nel terzo con il suo comportamento il ragionevole convincimento circa la sussistenza di un rapporto di rappresentanza.
Il caso di falsus procurator previsto dall'art. 1398 c.c. è l'opposto: il soggetto in questione conclude un negozio con un terzo dicendo di rappresentare qualcuno, mentre non ha procura o ce l'ha, ma non per quel genere di negozio (cioè opera eccedendo i limiti della procura conferita). Naturalmente, in questo caso è il falsus procurator a rispondere dei danni sofferti dai terzi, salvo che il dominus sani il negozio compiuto dal falsus procurator attraverso l'istituto della ratifica.

## Dibattito sulla natura dell'istituto
La fattispecie della rappresentanza è molto vasta e ricca di risvolti teorici piuttosto complessi.
Secondo alcuni autori, la rappresentanza indiretta non sarebbe vera e propria rappresentanza, ma una semplice interposizione reale di persona (detta anche interposizione gestoria).
La rappresentanza organica, invece, avrebbe caratteristiche specifiche a causa delle differenze strutturali che sussistono fra un organo di una persona giuridica (o ente di fatto) ed un rappresentante. Infatti, il contratto stipulato da una persona giuridica (o un ente di fatto) è un atto espressione della volontà stessa della persona giuridica, e non del suo rappresentante.

### Riferimenti normativi
- Codice Civile